# Renault RE30B
La Renault RE30B è una monoposto di Formula 1 che ha gareggiato nel mondiale del 1982. Guidata da Alain Prost e René Arnoux riuscì a vincere 4 gran premi. La vettura era un aggiornamento del precedente modello RE30 progettato da Michel Tètu in funzione delle nuove regole per il 1982 (reintroduzione delle minigonne ed abbassamento del peso minimo a 580 kg); era spinta dal potente turbo Renault, munito di 6 cilindri di 1500 cm³ e sovralimentato da due turbine; il telaio era una monoscocca in lega di alluminio. Gli pneumatici erano i francesi Michelin.

## La stagione
Al suo debutto al Gran Premio del Sudafrica si rivelò subito molto competitiva e si aggiudicò la vittoria con Alain Prost. Nel GP successivo, quello del Brasile, Nelson Piquet (Brabham) vinse, precedendo Rosberg (Williams) e Prost. Ma i primi due vennero squalificati per vetture sottopeso di Piquet e Rosberg e quindi regalarono la vittoria a Prost. Poi cominciarono una serie di ritiri, sempre dovuti alla fragilità delle turbine ed a qualche errore dei  piloti. Al Gran Premio di Francia c'è il ritorno alla vittoria con Arnoux primo e Prost secondo. In Italia a Monza c'è la quarta vittoria stagionale, sempre con Arnoux. Nel corso della stagione si contano anche 10 pole position. A fine campionato sarà terza nella coppa costruttori con 62 punti, mentre Prost agguanterà il quarto posto nel mondiale piloti con 34 punti.

## Risultati sportivi
| Anno | Team               | Motore               | Gomme | Piloti |   |     |     |     |     |     |    |     |     |     |   |     |     |     |     |     | Punti | Pos. |
| ---- | ------------------ | -------------------- | ----- | ------ | - | --- | --- | --- | --- | --- | -- | --- | --- | --- | - | --- | --- | --- | --- | --- | ----- | ---- |
| 1982 | Equipe Renault Elf | Renault V6 turbo 1.5 | M     | Prost  | 1 | 1   | Rit | Rit | Rit | 7*  | NC | Rit | Rit | 6   | 2 | Rit | 8*  | 2   | Rit | 4   | 62    | 3º   |
| 1982 | Equipe Renault Elf | Renault V6 turbo 1.5 | M     | Arnoux | 3 | Rit | Rit | Rit | Rit | Rit | 10 | Rit | Rit | Rit | 1 | 2   | Rit | 16* | 1   | Rit | 62    | 3º   |

| Legenda | 1º posto     | 2º posto | 3º posto    | A punti         | Senza punti/Non class.  | Grassetto – Pole position Corsivo – Giro più veloce |
| Legenda | Squalificato | Ritirato | Non partito | Non qualificato | Solo prove/Terzo pilota | Grassetto – Pole position Corsivo – Giro più veloce |

(*) Indica quei piloti che non hanno terminato la gara ma sono ugualmente classificati avendo coperto, come previsto dal regolamento, almeno il 90% della distanza totale.